# Wrocławski Klub Sportowy Śląsk Wrocław 2014-2015
Questa voce raccoglie le informazioni riguardanti il Wrocławski Klub Sportowy Śląsk Wrocław nelle competizioni ufficiali della stagione 2014-2015.

## Rosa
Rosa aggiornata all'8 novembre 2014.
| N. |                       | Ruolo | Calciatore            |
| -- | --------------------- | ----- | --------------------- |
| 1  | Polonia (bandiera)    | P     | Jakub Wrąbel          |
| 2  | Slovenia (bandiera)   | D     | Boban Jović           |
| 20 | Polonia (bandiera)    | D     | Adam Kokoszka         |
| 3  | Polonia (bandiera)    | D     | Piotr Celeban         |
| 4  | Serbia (bandiera)     | D     | Đorđe Čotra           |
| 5  | Polonia (bandiera)    | C     | Krzysztof Danielewicz |
| 6  | Polonia (bandiera)    | C     | Tomasz Hołota         |
| 8  | Polonia (bandiera)    | C     | Mateusz Machaj        |
| 9  | Polonia (bandiera)    | C     | Waldemar Gancarczyk   |
| 10 | Slovacchia (bandiera) | C     | Róbert Pich           |
| 12 | Brasile (bandiera)    | D     | Dudu Paraíba          |
| 14 | Polonia (bandiera)    | A     | Karol Angielski       |
| 15 | Polonia (bandiera)    | D     | Rafał Grodzicki       |
| 17 | Polonia (bandiera)    | D     | Mariusz Pawelec       |

| N. |                       | Ruolo | Calciatore              |
| -- | --------------------- | ----- | ----------------------- |
| 19 | Portogallo (bandiera) | A     | Marco Paixão (capitano) |
| 20 | Rep. Ceca (bandiera)  | C     | Lukáš Droppa            |
| 21 | Spagna (bandiera)     | D     | Juan Calahorro          |
| 22 | Polonia (bandiera)    | P     | Jakub Wrąbel            |
| 23 | Polonia (bandiera)    | D     | Paweł Zieliński         |
| 24 | Polonia (bandiera)    | D     | Tadeusz Socha           |
| 25 | Polonia (bandiera)    | C     | Michał Bartkowiak       |
| 15 | Rep. Ceca (bandiera)  | C     | Marcel Gecov            |
| 28 | Portogallo (bandiera) | C     | Flávio Paixão           |
| 29 | Polonia (bandiera)    | C     | Paweł Uliczny           |
| 30 | Polonia (bandiera)    | D     | Kamil Dankowski         |
| 33 | Polonia (bandiera)    | P     | Mariusz Pawełek         |
| 34 | Polonia (bandiera)    | A     | Marcin Przybylski       |
|    | Romania (bandiera)    | A     | Andrei Ciolacu          |
|    | Polonia (bandiera)    | A     | Bartosz Machaj          |